# 대한민국 제20대 국회의원 선거 정의당 후보 목록
대한민국 제20대 국회의원 선거 정의당 후보 목록은 대한민국 제20대 국회의원 선거 후보 등록 마감일인 2016년 3월 25일 결과가 발표되었다.